# Nils Duerinck
Nils Duerinck (né le 20 mars 1984 à Vilvorde) est un athlète belge spécialiste du 400 mètres.

## Carrière
Sélectionné pour les Championnats d'Europe en salle de Paris-Bercy, en mars 2011, Nils Duerinck remporte la médaille de bronze du relais 4 × 400 mètres en compagnie de Jonathan Borlée, Antoine Gillet et Kévin Borlée, l'équipe de Belgique s'inclinant face aux relais français et britannique.

### Palmarès
| Date | Compétition                    | Lieu   | Résultat | Épreuve   | Temps         |
| ---- | ------------------------------ | ------ | -------- | --------- | ------------- |
| 2009 | Championnats du monde          | Berlin | 4e       | 4 × 400 m | 2 min 59 s 37 |
| 2010 | Championnats du monde en salle | Doha   | 2e       | 4 × 400 m | 3 min 06 s 94 |
| 2011 | Championnats d'Europe en salle | Paris  | 3e       | 4 × 400 m | 3 min 2 s 60  |
| 2011 | Championnats du monde          | Daegu  | 5e       | 4 × 400 m | 3 min 0 s 41  |

### Records
| Épreuve       | Performance | Lieu  | Date            |
| ------------- | ----------- | ----- | --------------- |
| 400 m         | 46 s 53     | Izmir | 15 août 2005    |
| 400 m (salle) | 47 s 23     | Gand  | 20 février 2011 |